# Јасмин Пејџ
Јасмин Пејџ (енгл. Yasmin Paige; Лондон, јун 1991) је британска глумица. Најпознатија је по улози Марије Џексон у серији Авантуре Саре Џејн.